# Ödön Lechner
Ödön Lechner  (nacido Eugen Lechner; Pest,  27 de agosto de 1845-10 de junio de 1914) fue un arquitecto húngaro, apodado el «Gaudí húngaro».
Lechner fue uno de los primeros representantes de la Secesión húngara (en húngaro: szecesszió), relacionada con el modernismo en el resto de Europa. Decoró sus edificios con diseños de azulejos Zsolnay inspirados en el arte tradicional folclórico magiar y túrquico. Los magiares fueron un pueblo que provino del este, lo que explica el aspecto orientalista de los edificios de Lechner. Combinó esto con el uso de materiales modernos para su época, como el hierro.
Su trabajo fue incluido en 2008 en la Lista Indicativa de Hungría, paso previo para ser declarado Patrimonio de la Humanidad.

## Inicios
Lechner nació en Pest (Budapest) y estudió arquitectura en la Universidad de Tecnología y Economía de esa ciudad y más tarde, desde 1866, bajo la tutela de Karl Bötticher en la Academia Schinkel de Berlín. Al terminar sus estudios en Berlín, Lechner viajó a Italia para estudiar y conocer el país. En 1869 se asoció con Gyula Pártos y el estudio creado recibió un gran número de encargos durante la década de 1870, cuando se desarrolló la construcción de edificios a lo largo de los anillos interiores en el lado de Pest del Danubio. Los encargos fueron principalmente edificios de apartamentos en los que Lechner trabajó en un estilo claramente historicista, prevalente en aquellos años, con influencias neoclásicas de Berlín y del renacimiento italiano.

## Viaje
En 1875, poco después de su matrimonio, murió su esposa. Cesó sus actividades con su socio y marchó a París, donde trabajó, entre 1875 y 1878, bajo la tutela de Clément Parent. En esa etapa se familiarizó con el emergente estilo modernista y participó en el diseño y renovación de siete castillos. En 1879  regresó a Hungría y, después de un viaje a Londres (entre 1889 y 1890), su estilo se apartó del historicismo para adoptar las tendencias más modernas del momento. Lechner puso fin a la sociedad en 1896 y recibió menos encargos como arquitecto independiente. En 1906  publicó un resumen de sus puntos de vista en la revista Művészet. Su trabajo final fue para la casa Gyula Vermes en el quinto distrito de Budapest entre 1910-1911.

## Estilo secesionista húngaro

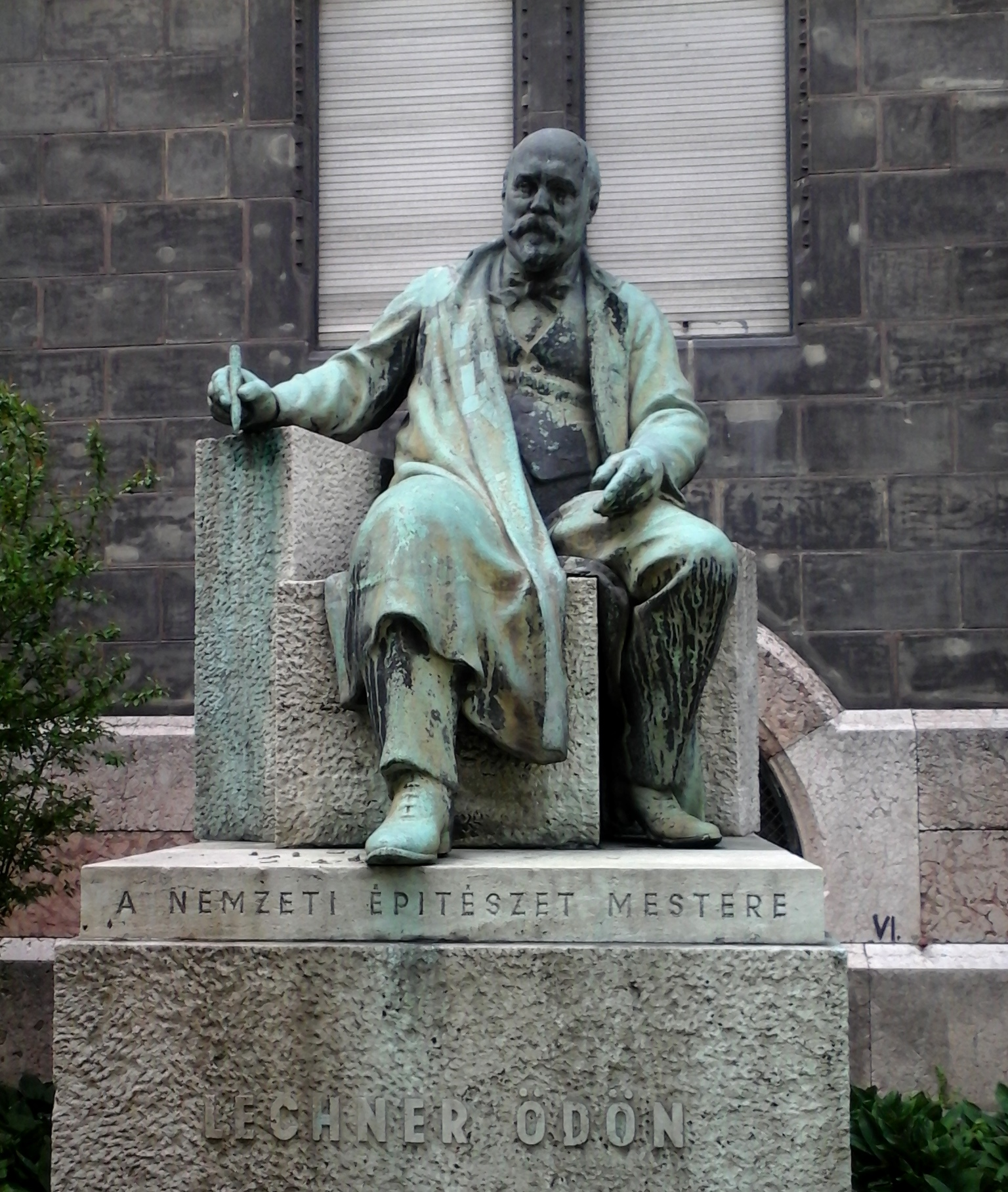
Monumento a Ödön Lechner en el Museo de Artes Aplicadas de Budapest.

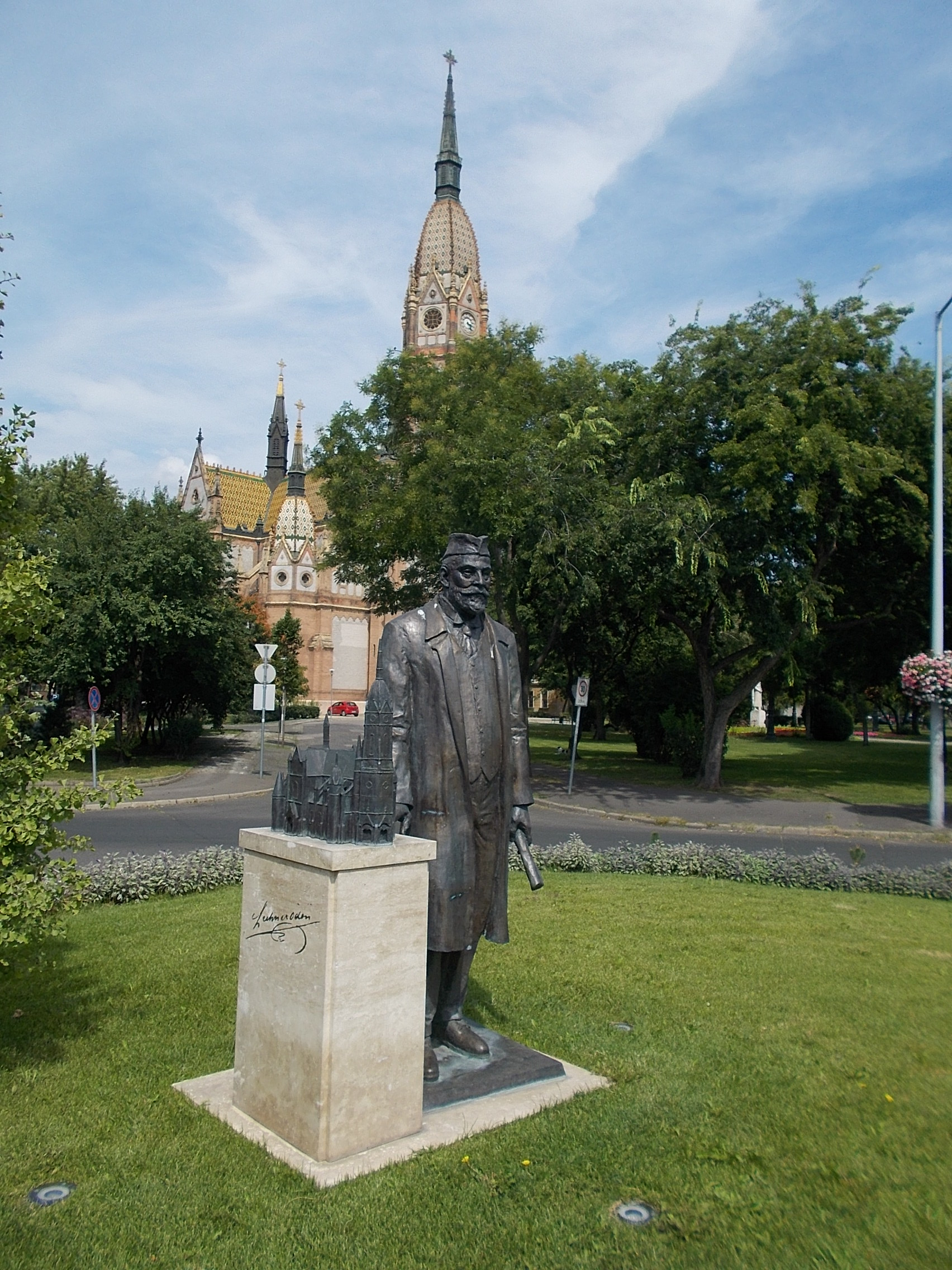
Estatua de Lechner por Ildikó Zsemlye en Kőbánya

El objetivo de Lechner era establecer un estilo de carácter nacional propio, con la utilización de motivos del arte popular húngaro en la decoración de sus edificios y de elementos arquitectónicos de culturas orientales como Persia. Las direcciones de carácter cambiante y las formas curvas le distinguen del estilo de la Secesión Vienesa. Un punto de inflexión significativo en su carrera vino con su conexión con la compañía de Vilmos Zsolnay, Lechner comenzó a utilizar tejas y azulejos de terracota en sus diseños. Este uso nuevo de materiales modernos se puede apreciar en la sede de negocios de Thonet en Budapest en la calle Váci (1889) con su estructura de acero y la fachada cubierta con terracotta de Zsolnay.  El punto álgido de la carrera de Lechner está representado en el Caja Postal de Ahorros (la sede actual del Banco Nacional de Hungría), finalizado en 1901. La espectacular mezcla de colores y las formas del edificio nacen a partir de influencias modernistas y el estilo europeo emergente de inicios del siglo XX, amalgamadas estas ideas con diseños húngaros tradicionales y formas orientales para crear un  estilo único. El estilo tuvo muchos partidarios y críticos hacia su obra. Es contemplado por las generaciones posteriores de arquitectos como un hito que marca un antes y un después en la arquitectura húngara.

## Obras
- 1882-1883: Ayuntamiento de Szeged, junto con Gyula Pártos;
- 1882-1884: Edificio de Pensionistas del Ferrocarril Húngaro (palacio Drechsler), Budapest, junto con Gyula Pártos;
- 1885-1886: Ayuntamiento de Nagybecskerek, Reino de Hungría (hoy Zrenjanin en Serbia), junto con Pártos;
- 1891-1897: Iglesia de San Ladislao, Kőbánya, Budapest;
- 1893: Ayuntamiento de Kecskemét, junto con Pártos;
- 1893-1896: Museo de Artes Aplicadas de Budapest (Iparművészeti Múzeum o IMM);
- 1896-1899: Instituto y Museo Geológico de Budapest;
- 1899-1902: Sede del Banco de Ahorros Postales, Budapest;
- 1903: Tumba de la familia Schmidl, Cementerio de la Calle Kozma, Budapest, junto con Béla Lajta;
- 1906-1908: Real Colegio Católico en Bratislava, Reino de Hungría (hoy Gamča Gymnázium, en Eslovaquia);
- 1907-1913: Iglesia de Santa Isabel (Kék templom) en Bratislava, reino de Hungría (hoy Eslovaquia);
- 1909-1912: Iglesia de San Ladislao en South Norwalk (Connecticut, EE.UU.);
- 1914-1915: Colegio San Laszlo, Budapest.

## Galería

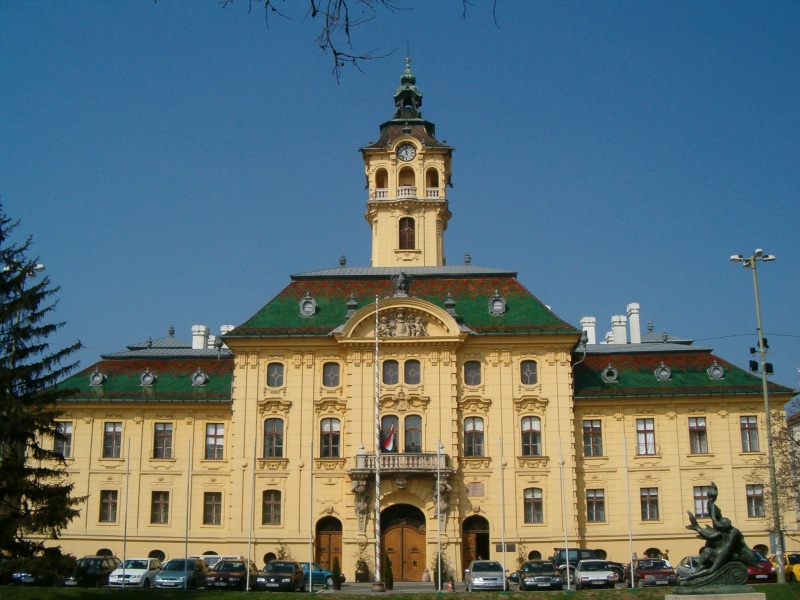
Ayuntamiento de Szeged (1882-1883)
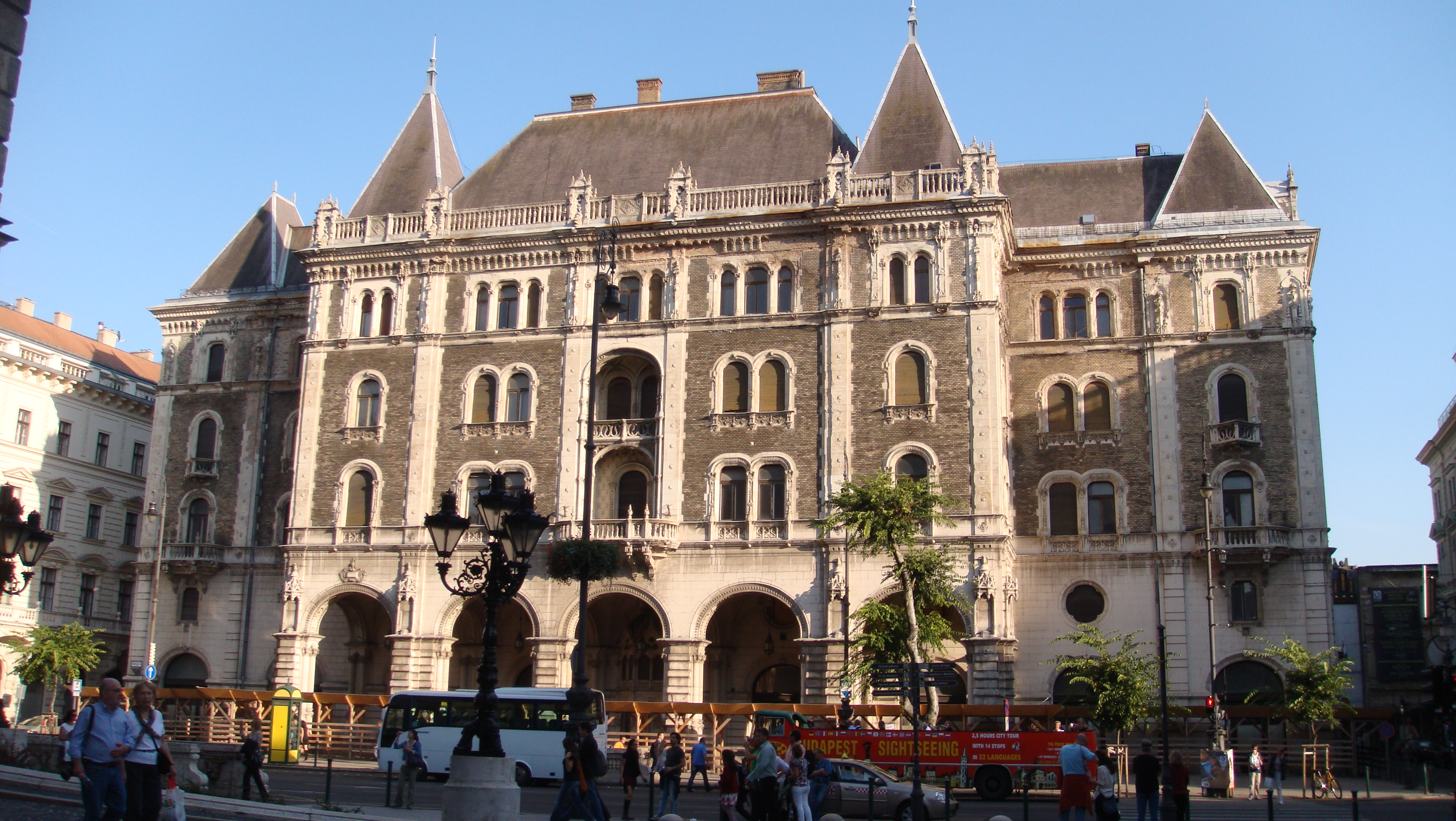
Palacio Drechsler, Budapest (1882-1884)
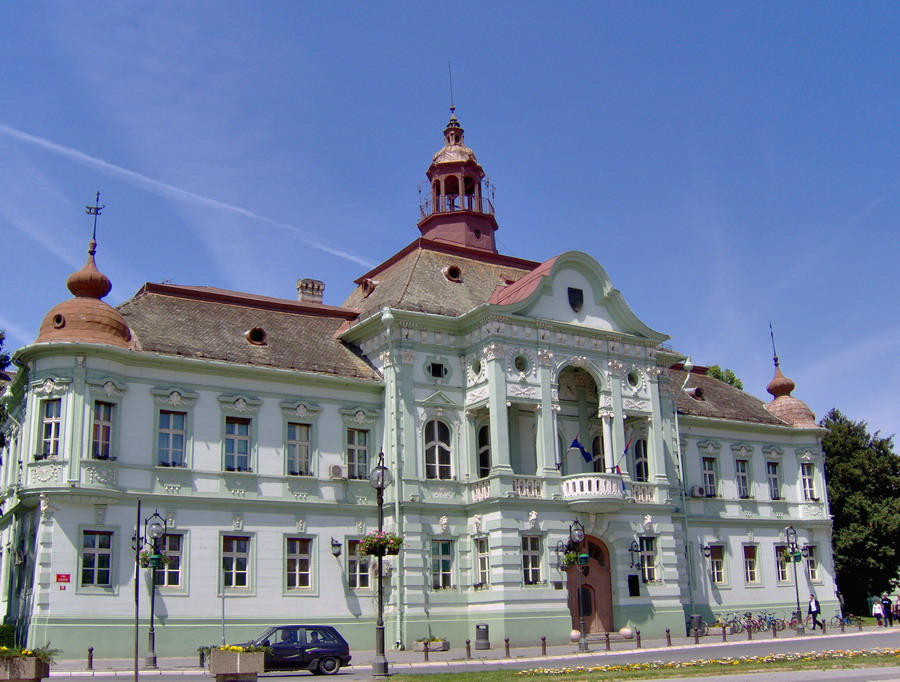
Ayuntamiento de Zrenjanin en Serbia (Nagybecskerek) (1885-1886)
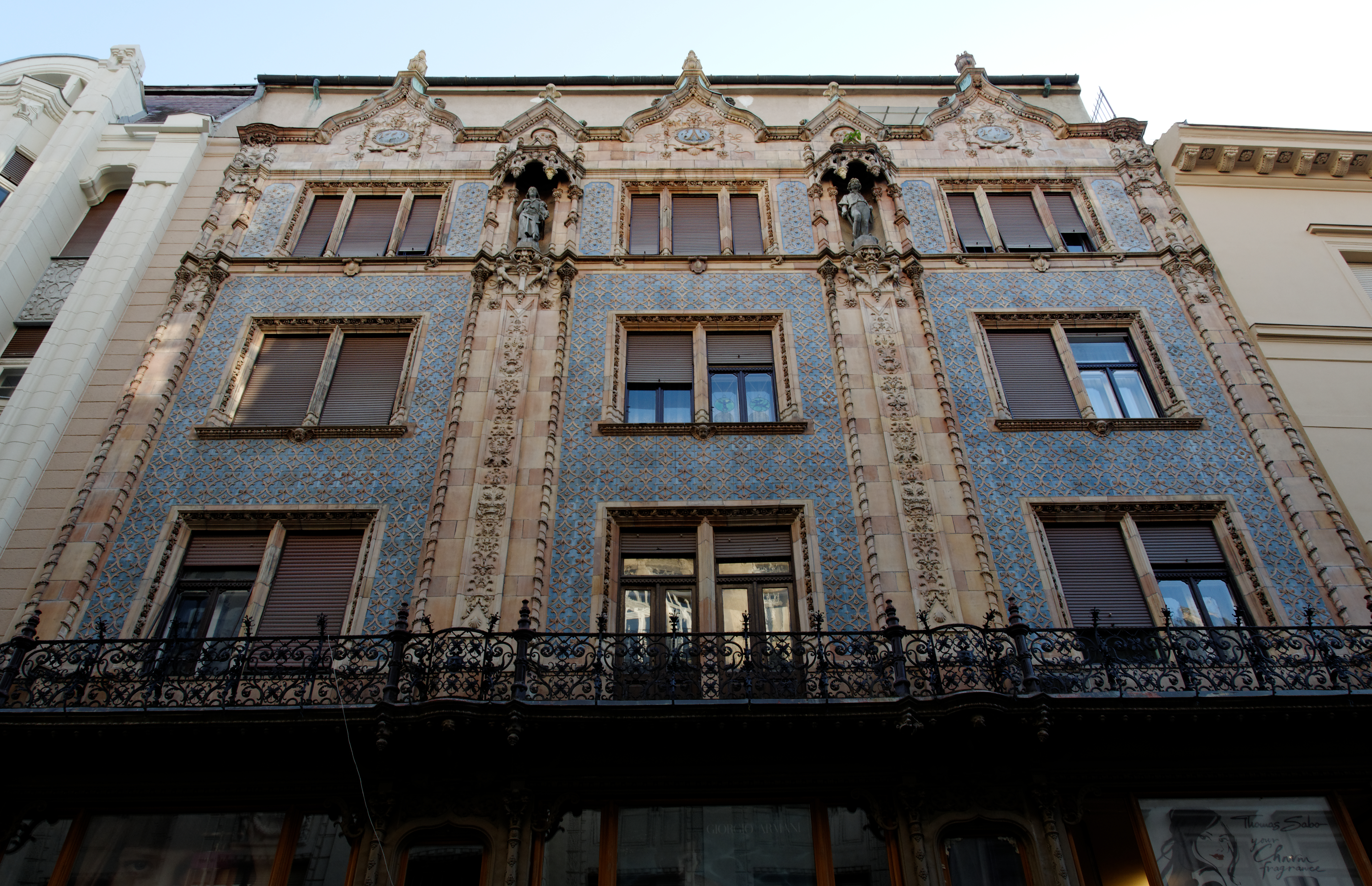
Maison Thonet, N°11 Váci utca Budapest (1889)
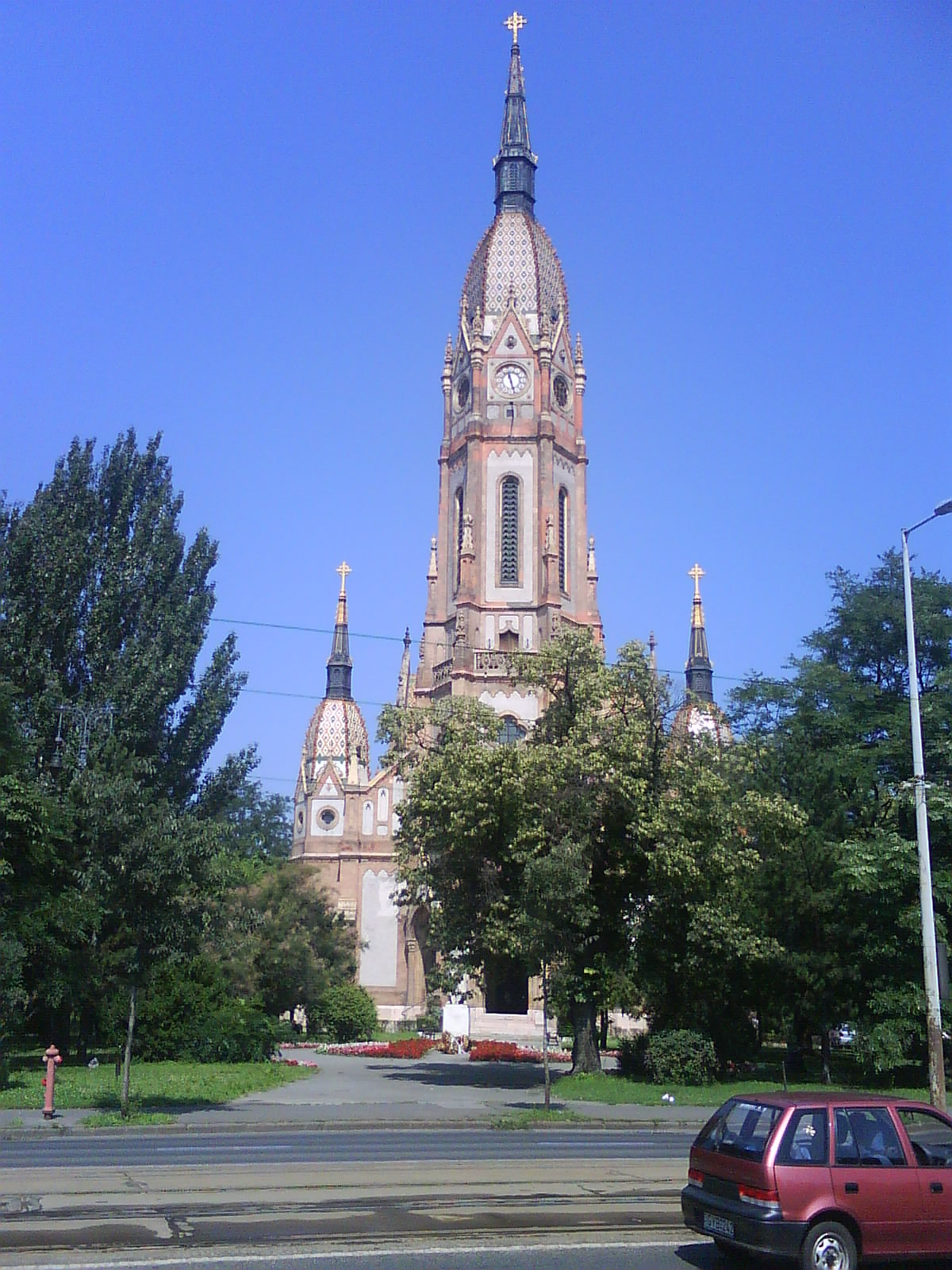
Iglesia de San Ladislao, Kőbánya (Budapest) (1891-1896)

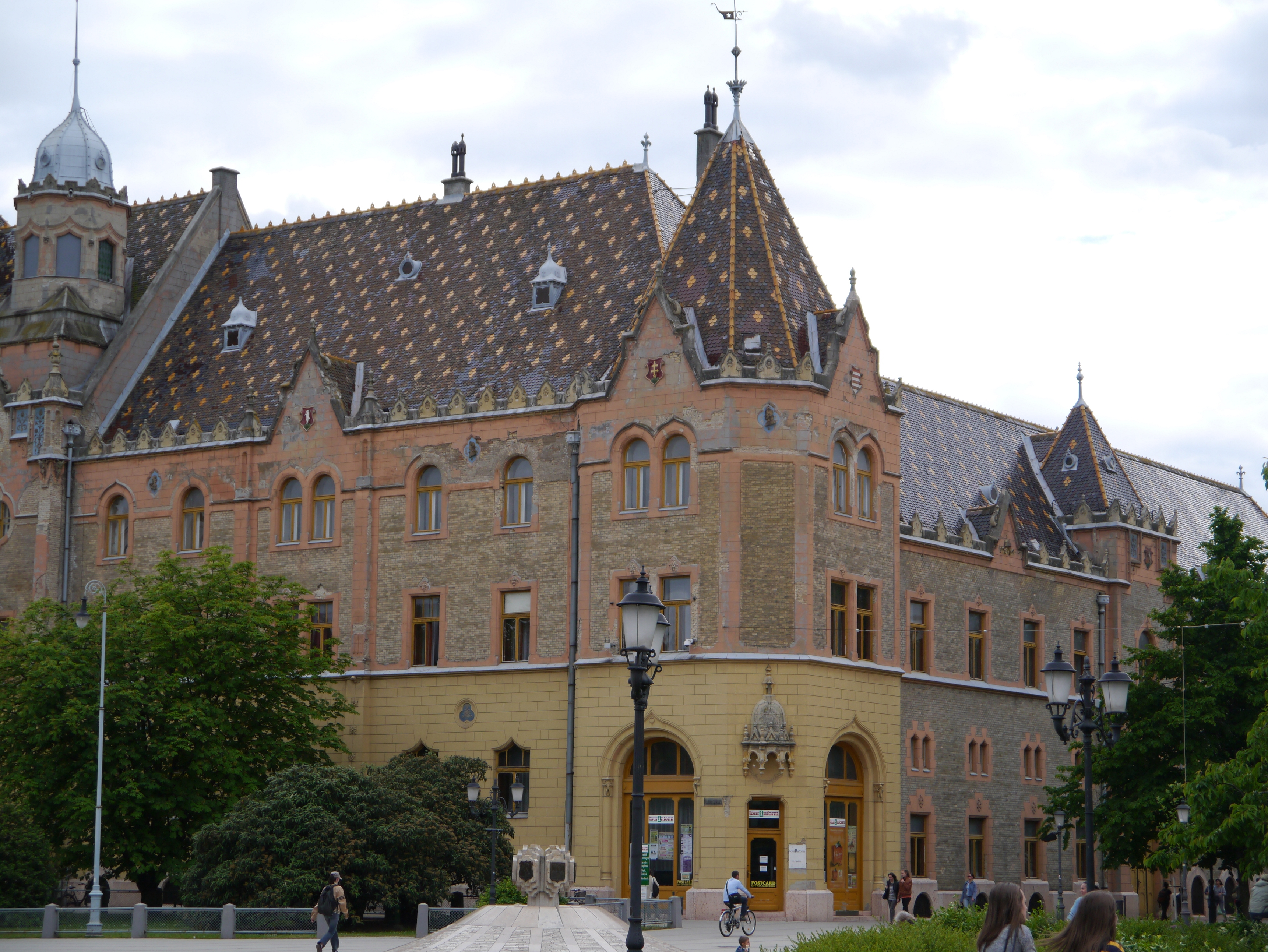
Ayuntamiento de Kecskemét (1893)
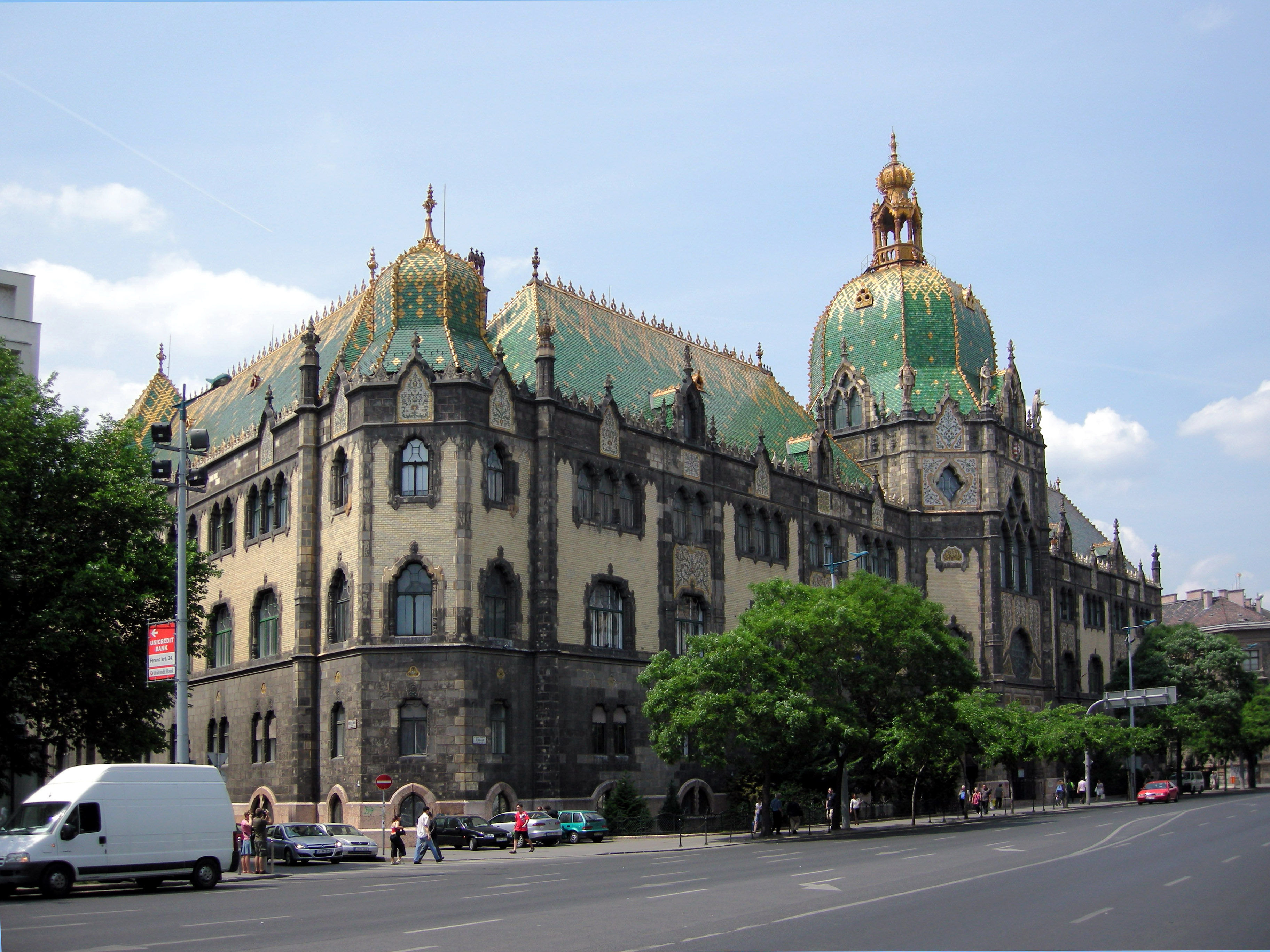
Museo de Artes Aplicadas de Budapest (1893-1896)
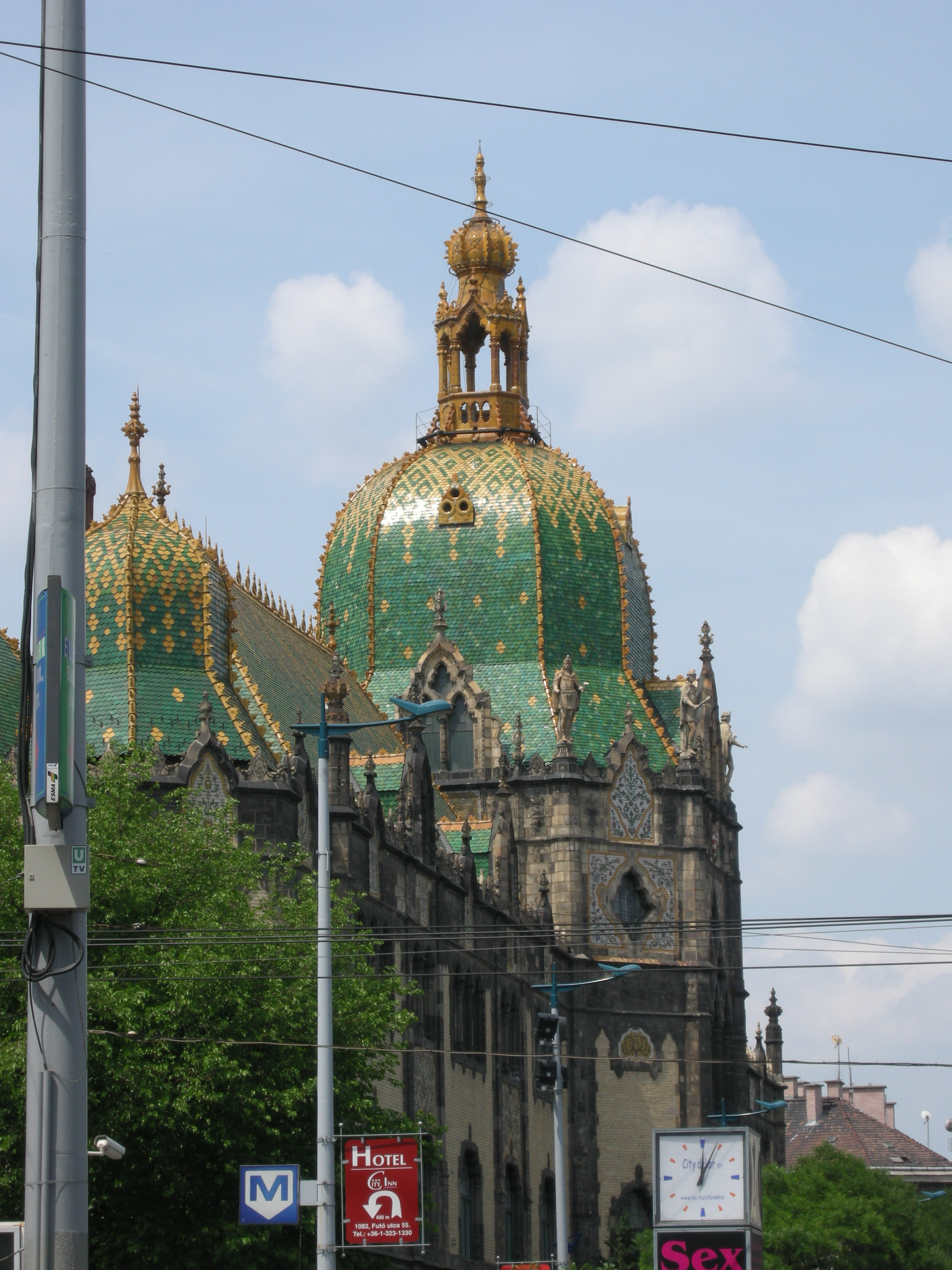
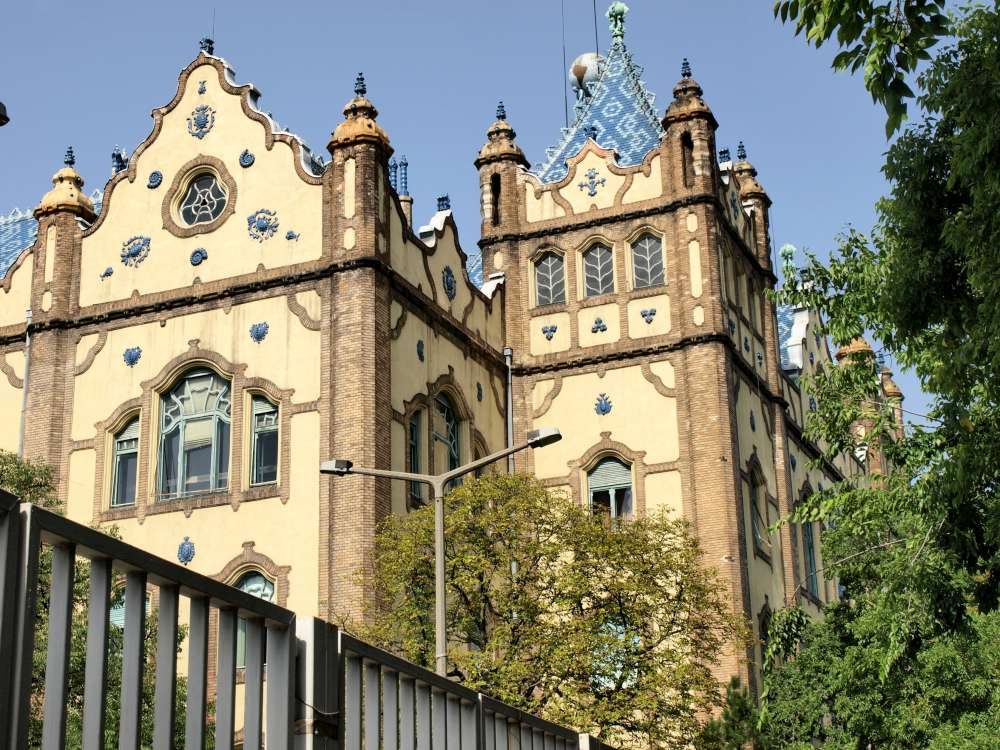
Museo e Instituto Geológico, Budapest (1896-1899)
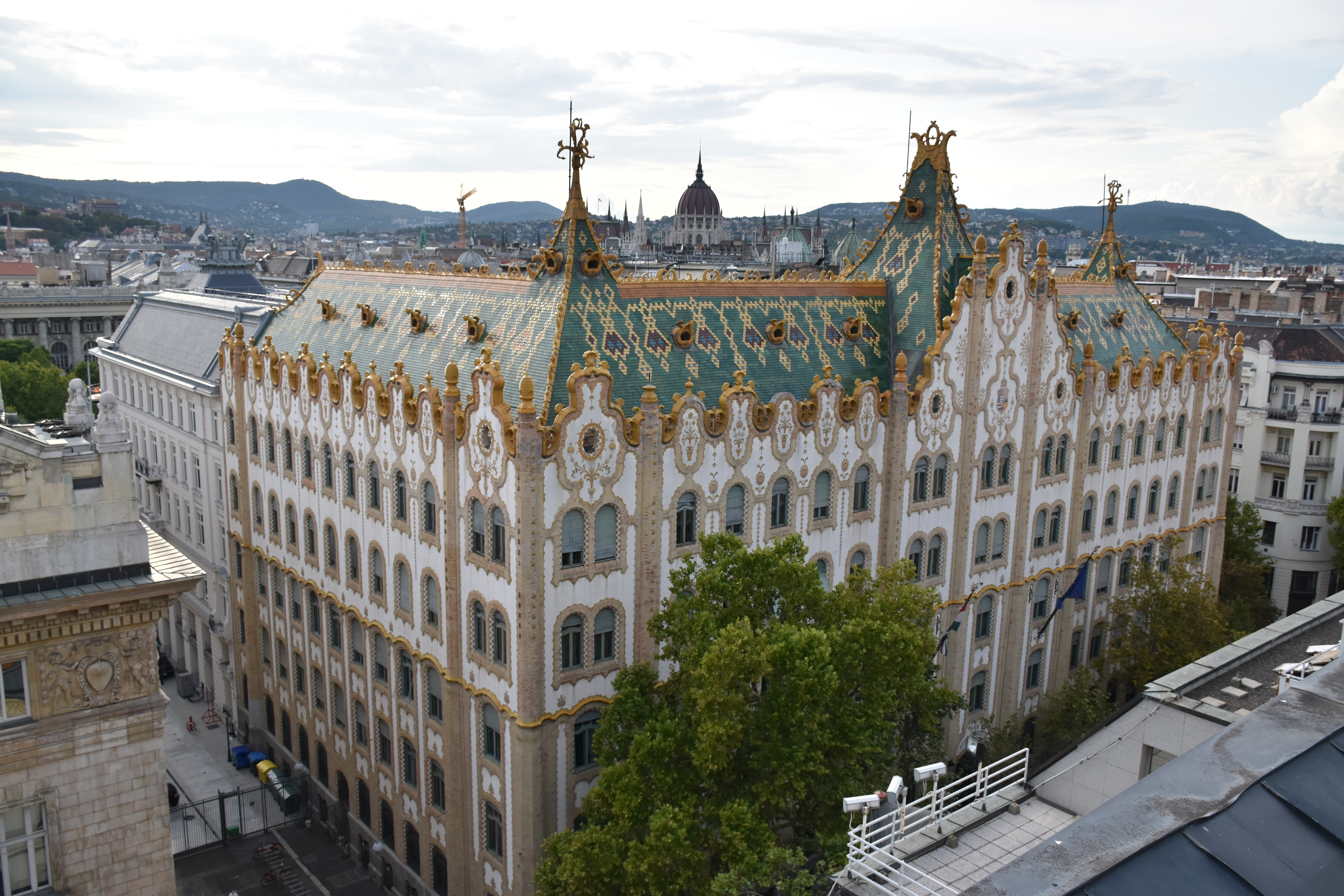
Banco de Ahorros Postales de Budapest (1899-1901)

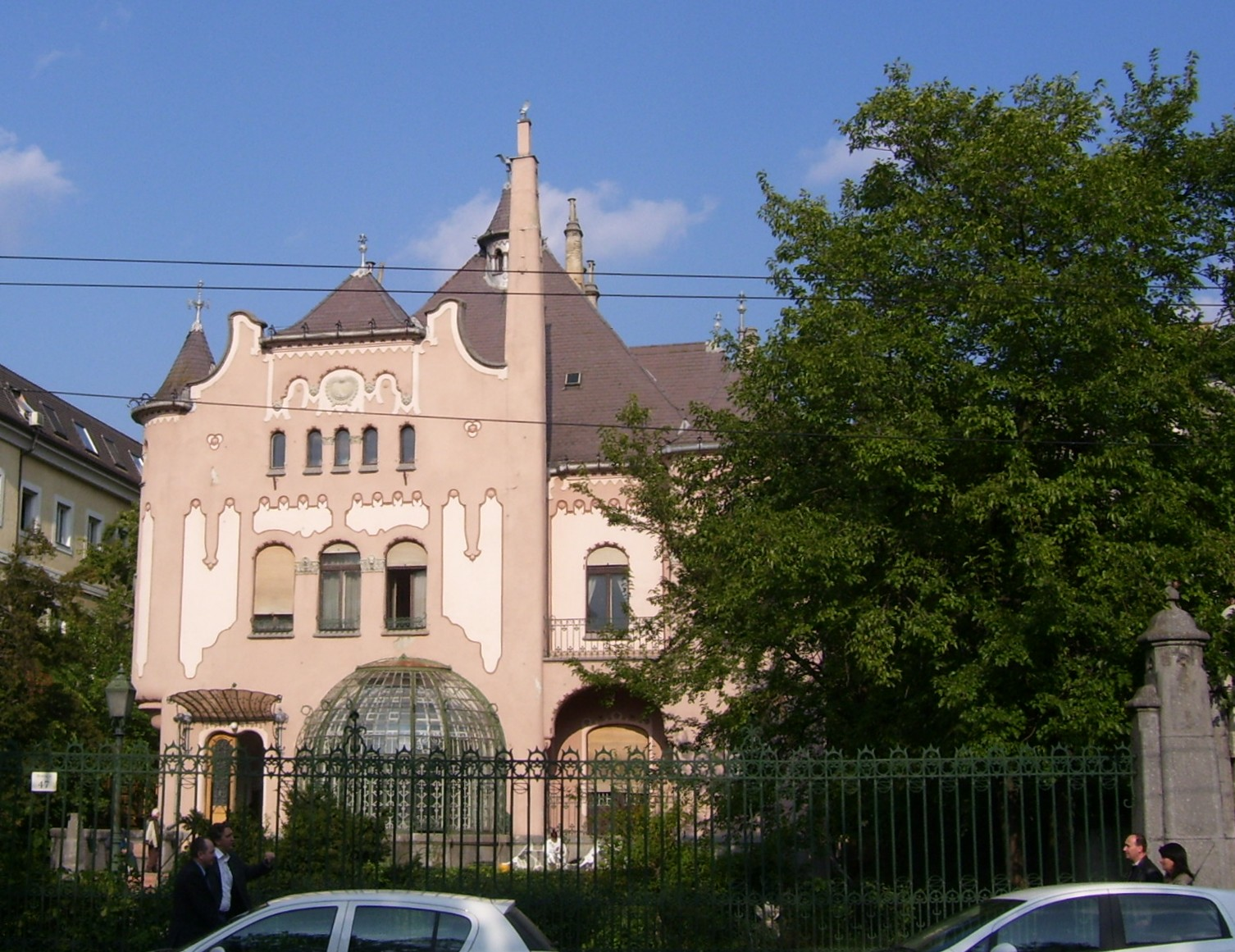
Bp. XIV., Hermina út 47. (1905)
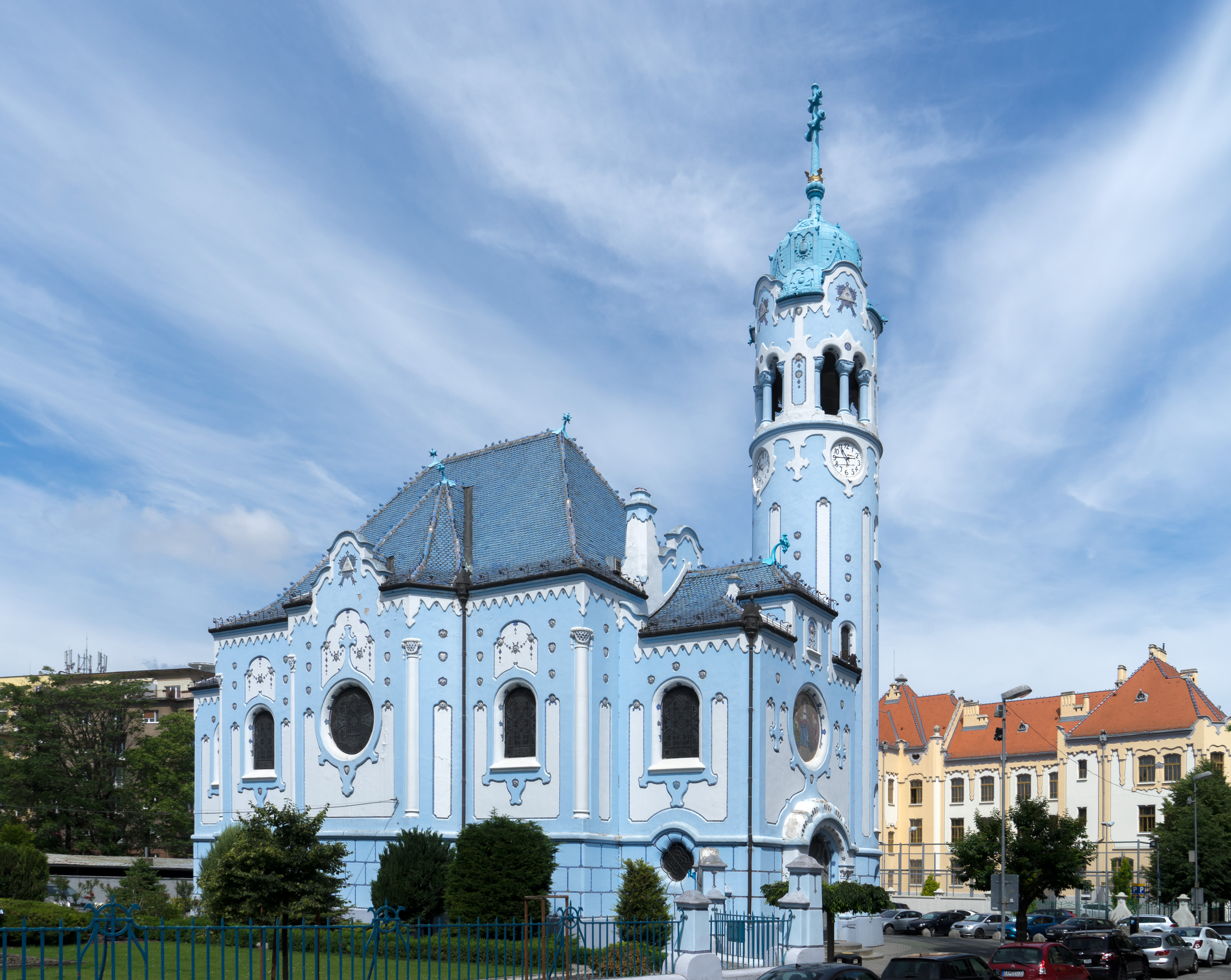
Iglesia de Santa Isabel (Bratislava) (o iglesia Azul), Eslovaquia (1907-1913)
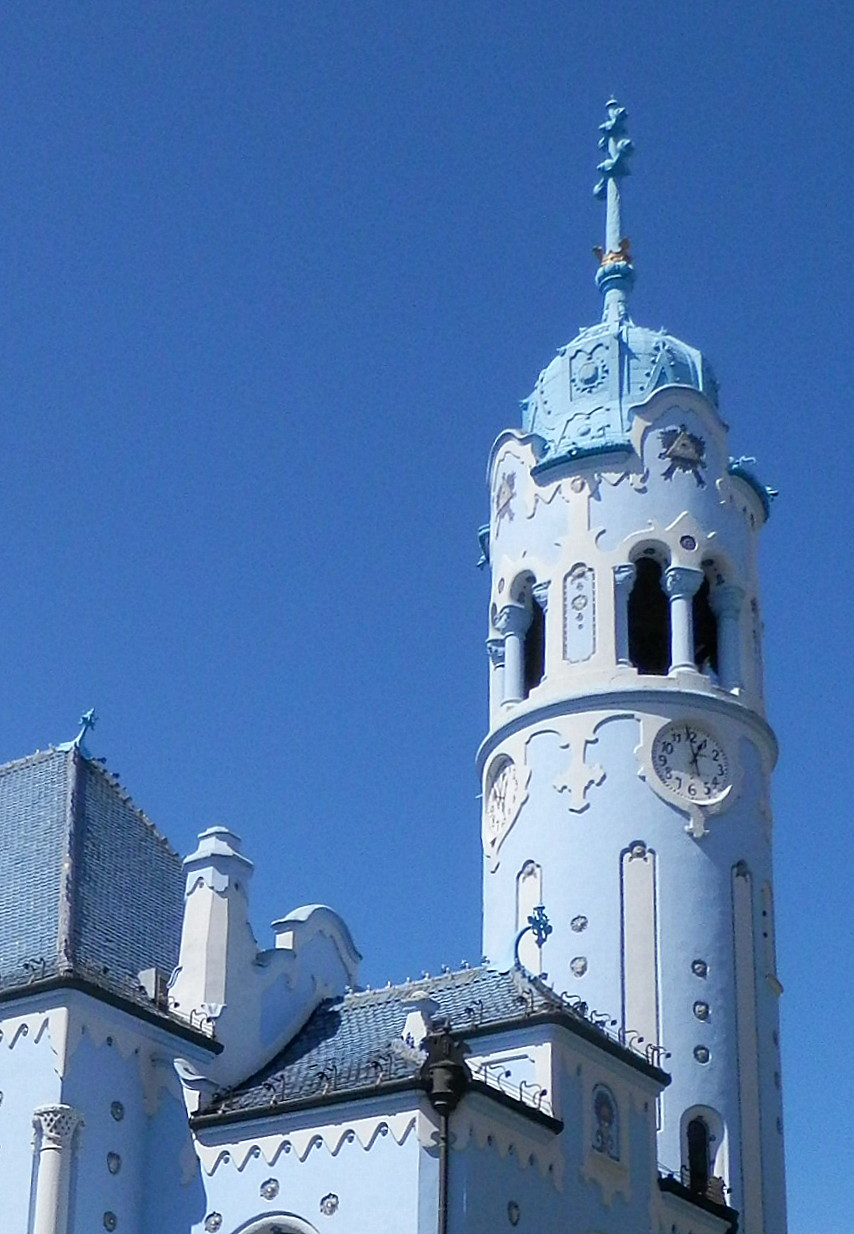
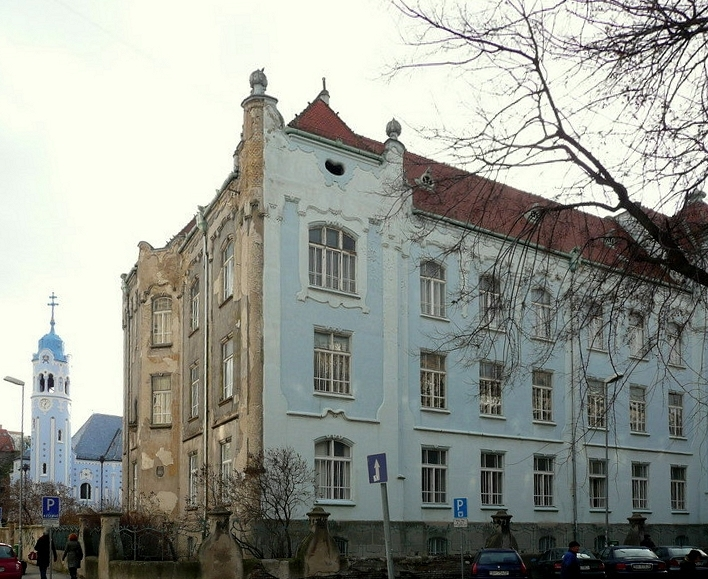
Gamča Gymnázium en Bratislava, Eslovaquia
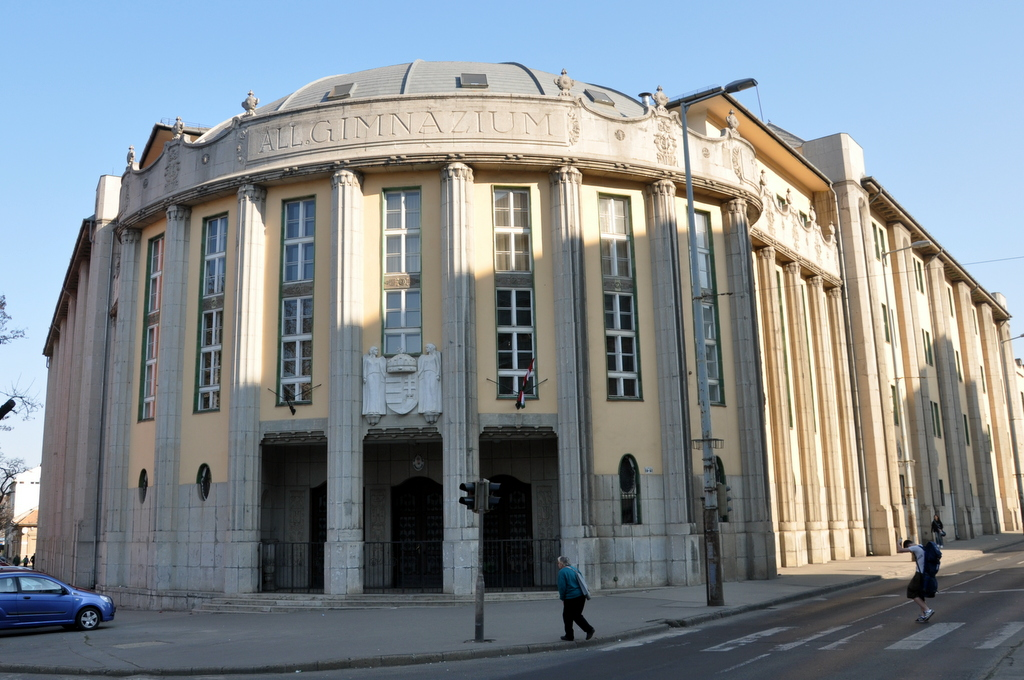
Colegio San Laszlo, Budapest (1914-1915)

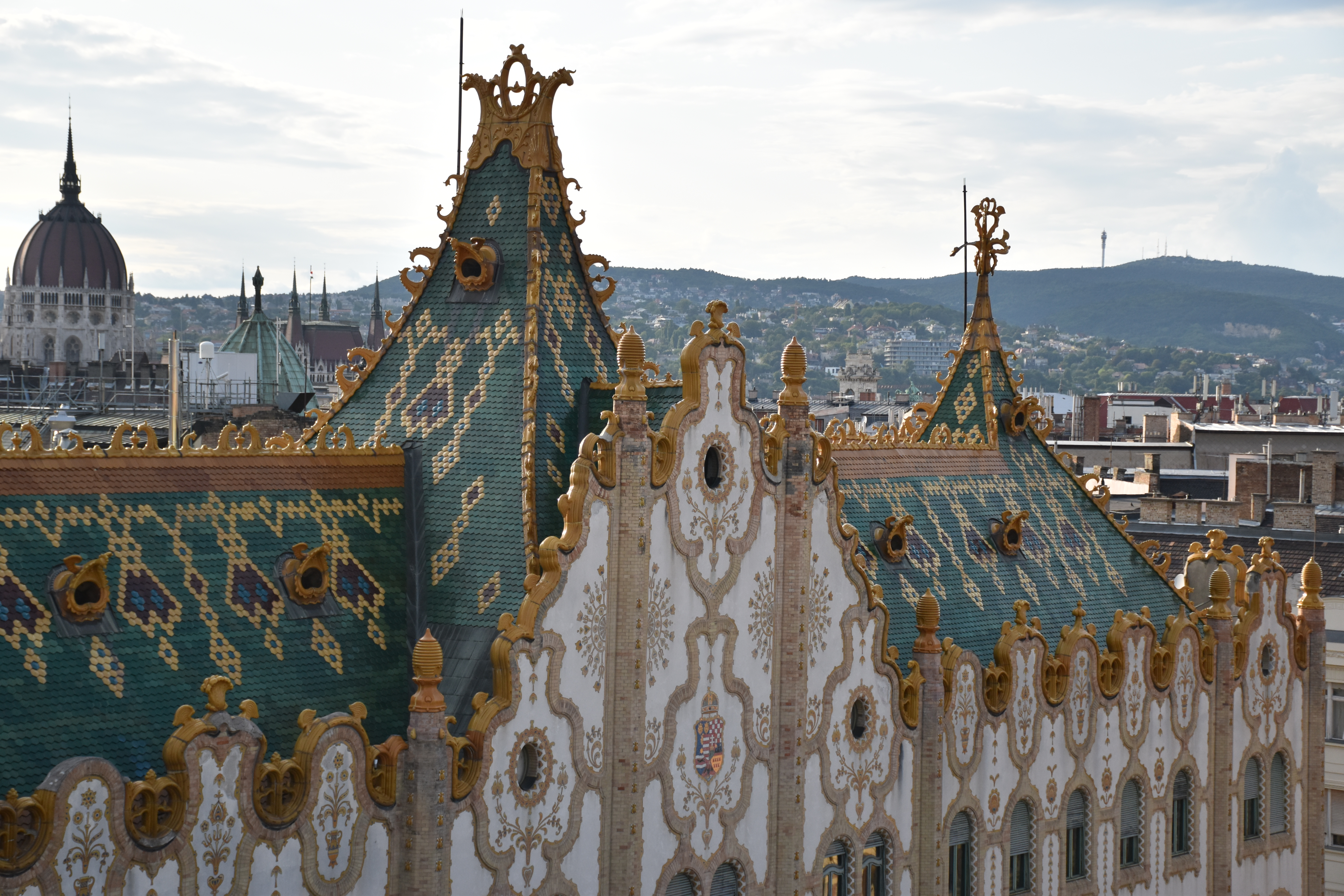
Tejado del Banco de Ahorros Postales de Budapest
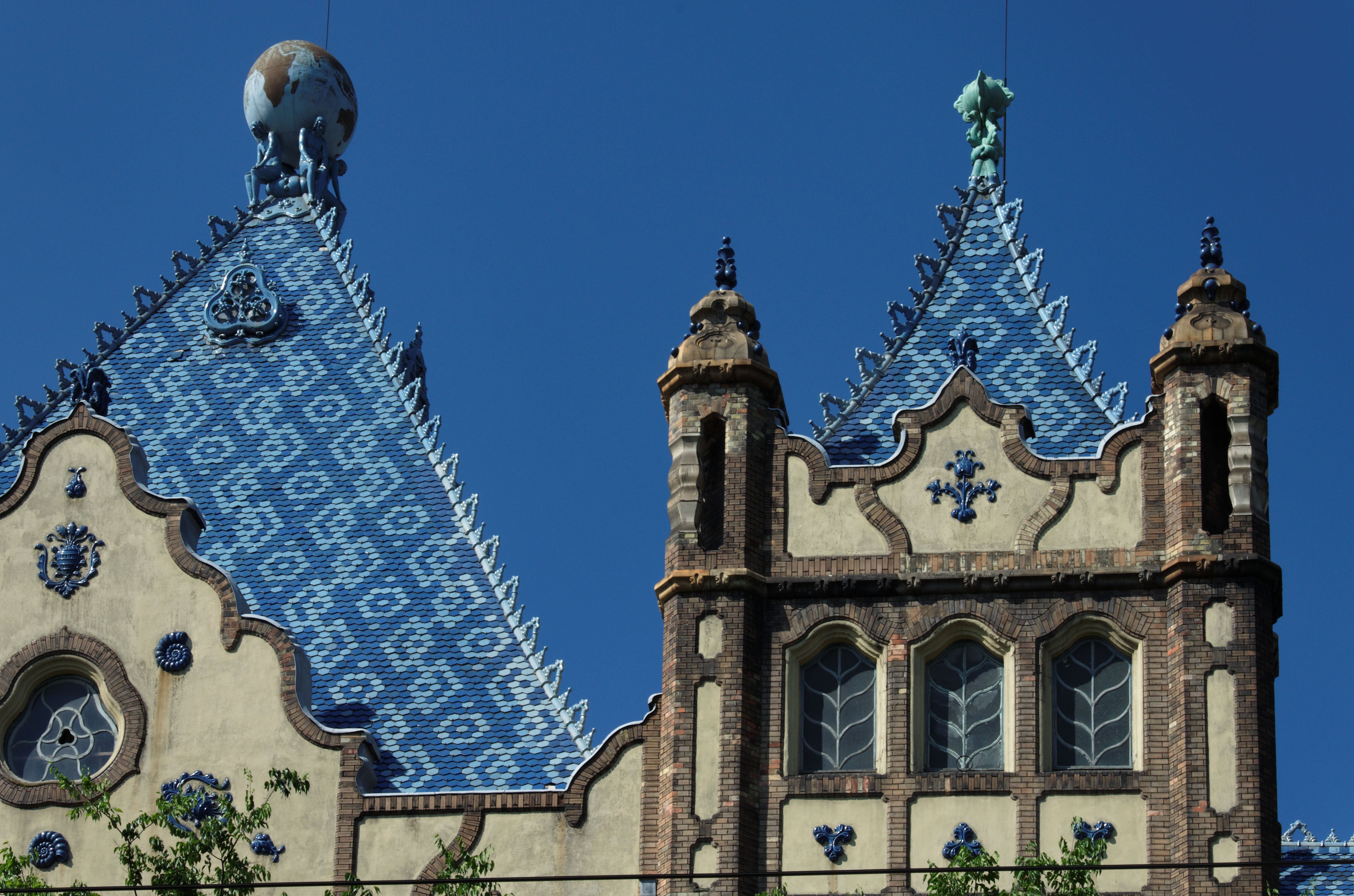
Instituto de Estado húngaro de geología en Budapest (1899)
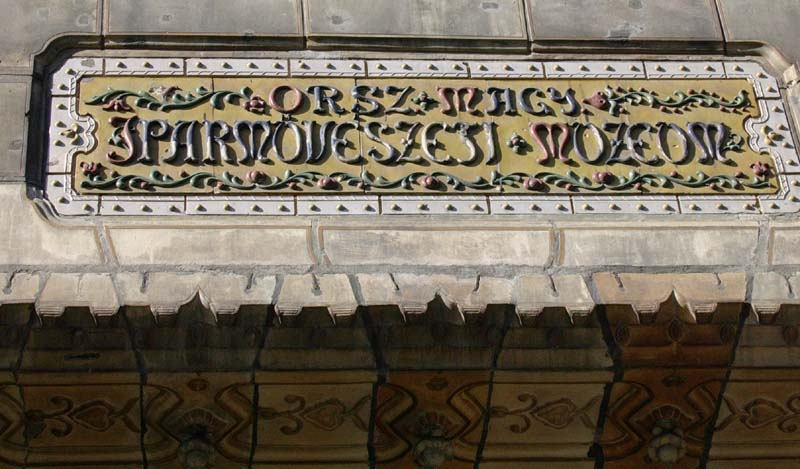
Inscripción en el Museo de Artes Aplicadas
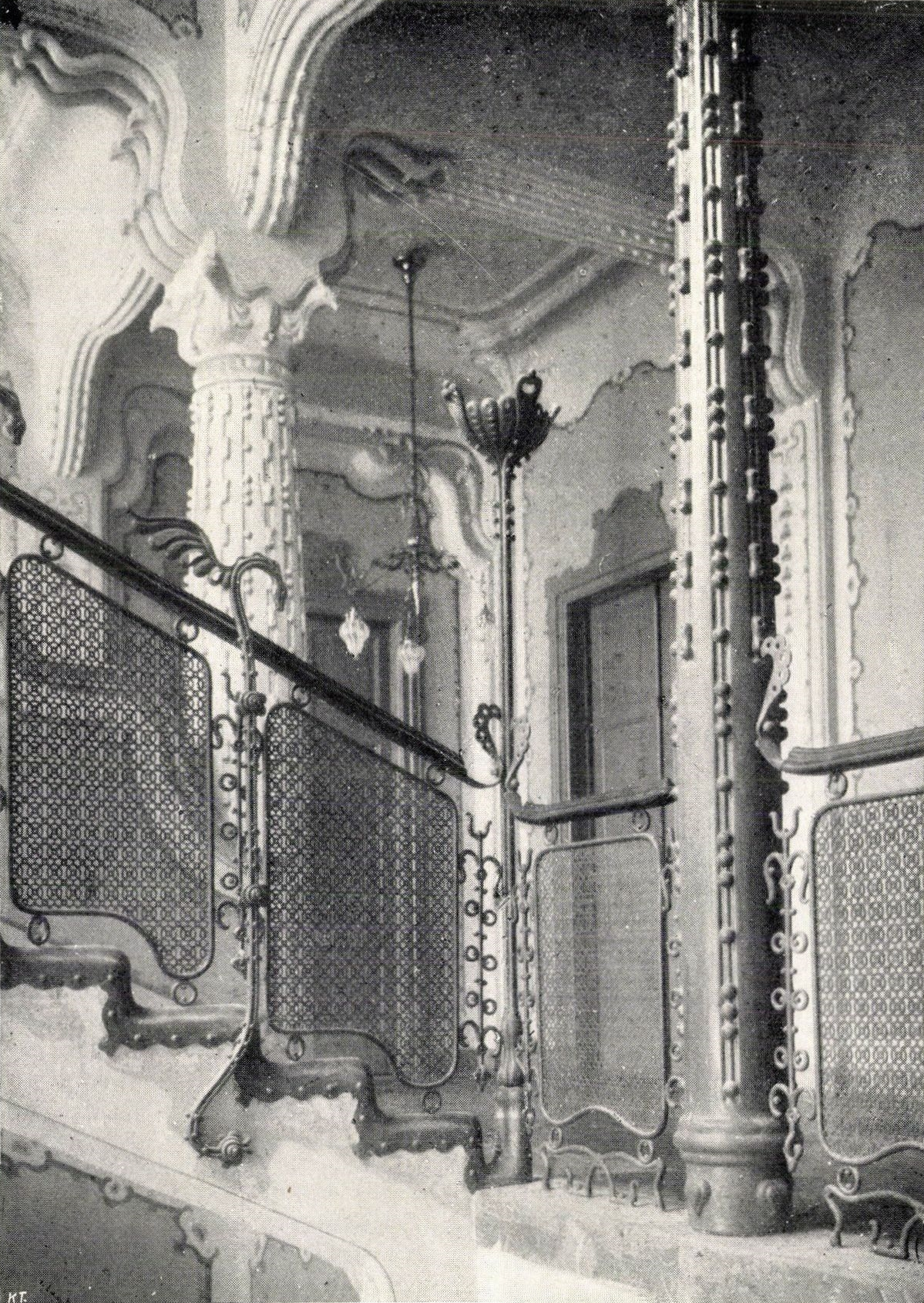
Escalera del Banco de Ahorros Postales
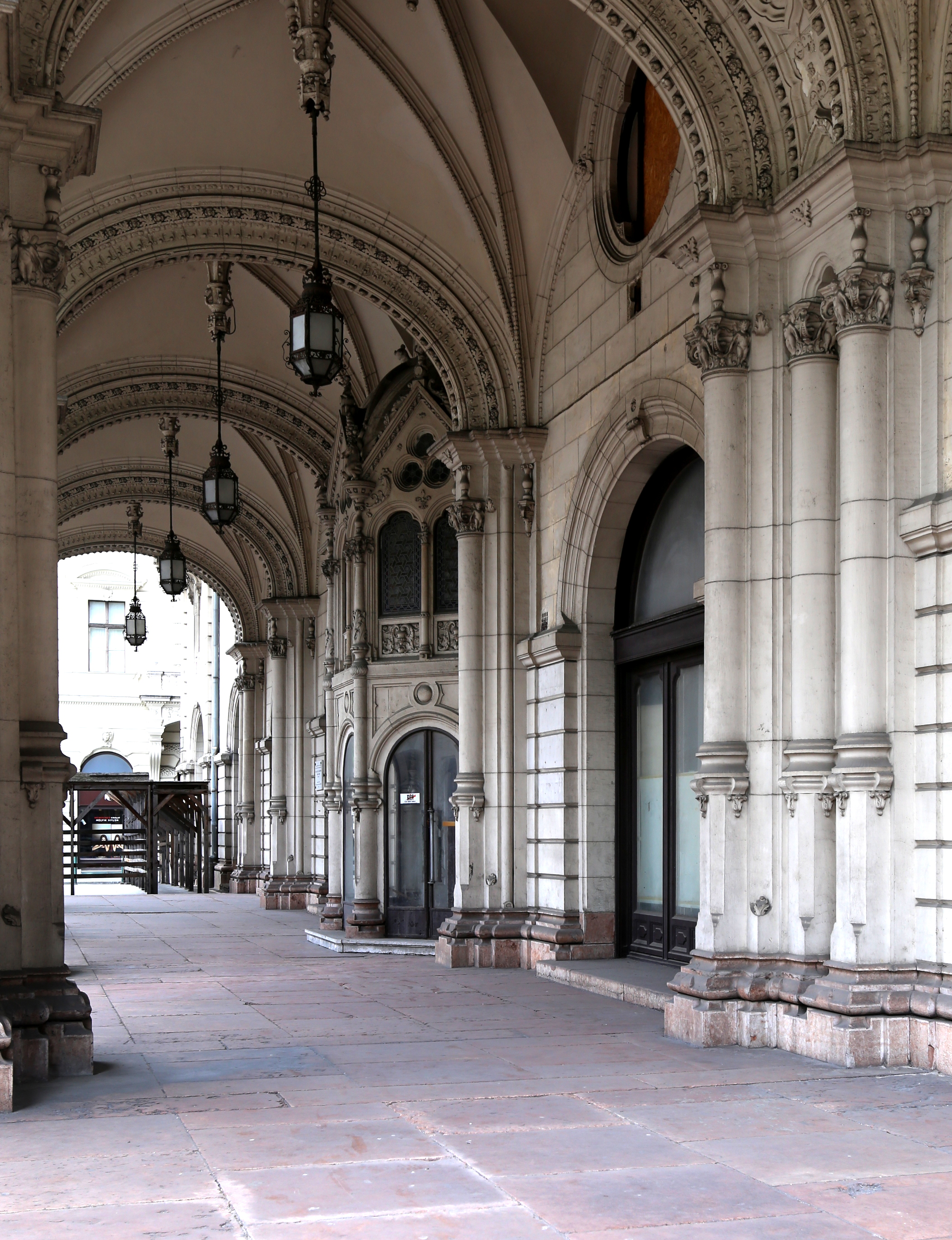
Andrássy út 25., la entrada principal porticada del  Palacio Drechsler
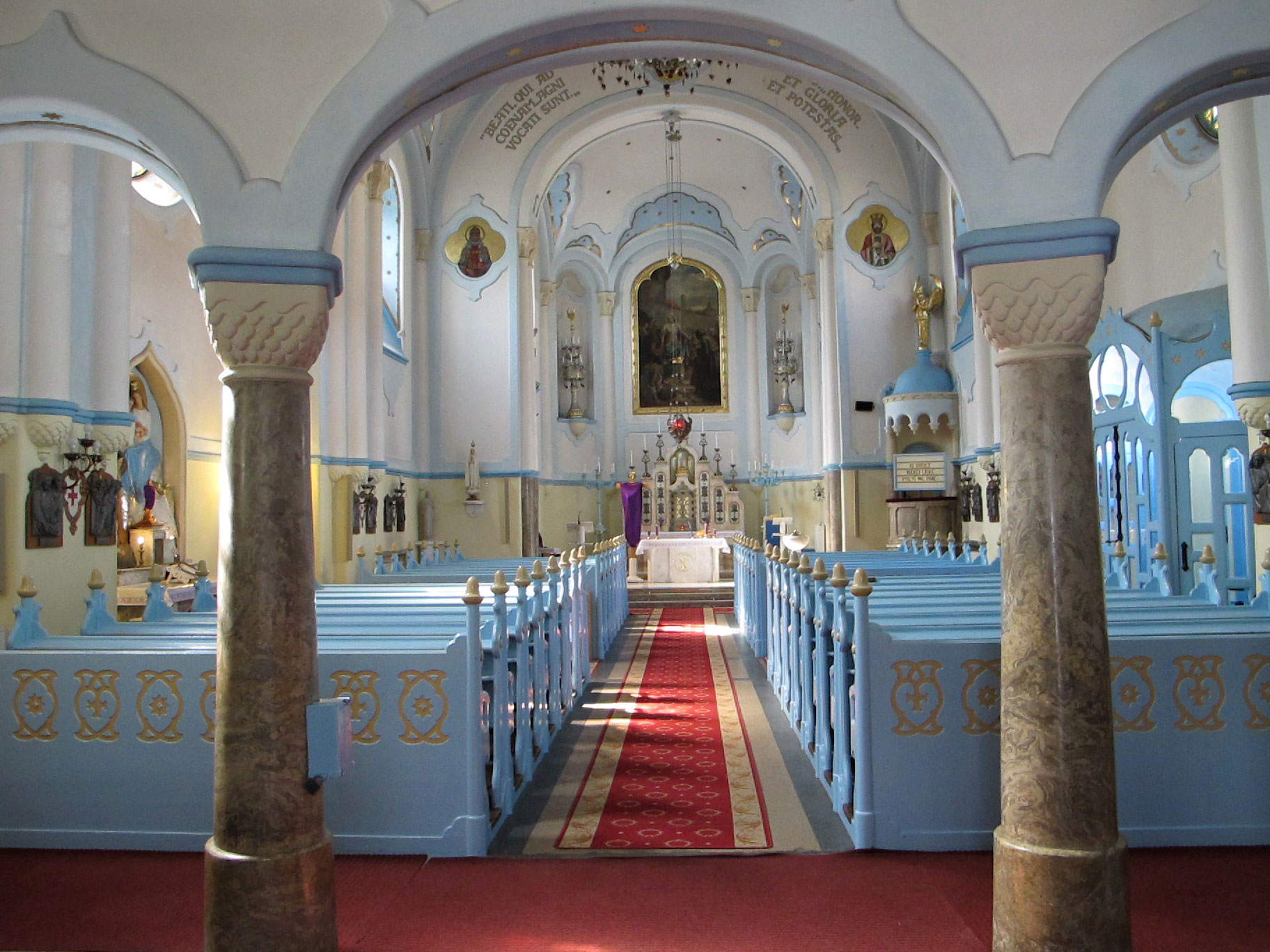
Interior de la iglesia Azul
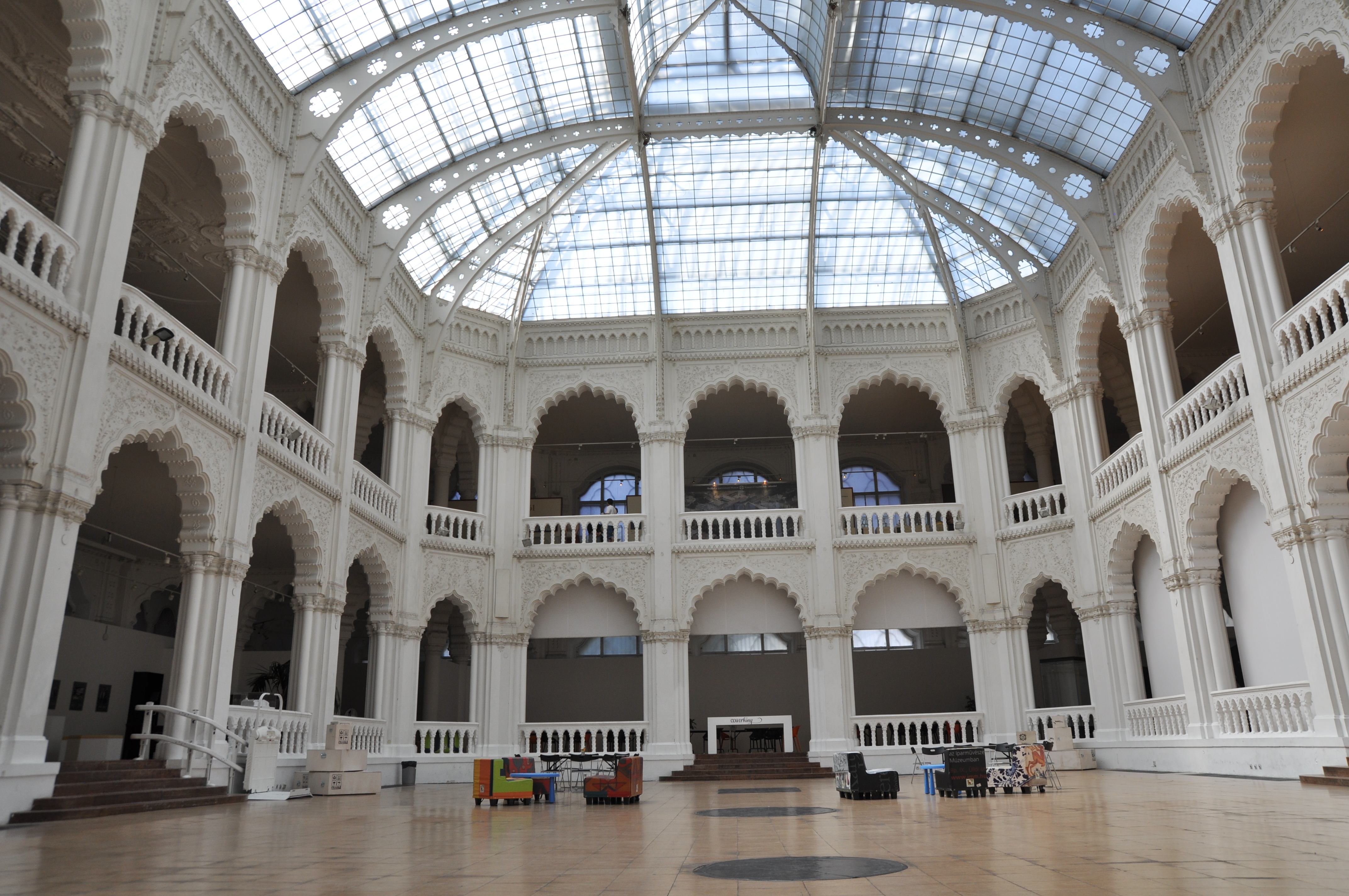
Patio del  Museo de Artes Aplicadas de Budapest